# سامانتا هاروی
سامانتا هاروی (انگلیسی: Samantha Harvey؛ زادهٔ ۱۹۷۵) رمان‌نویس اهل بریتانیا است. او برنده جایزه ادبی من بوکر ۲۰۲۴ برای رمان اوربیتال شد.

## زندگی
هاروی دهه اول زندگی خود را در دیتون، کنت، نزدیک میدستون گذراند. پس از جدایی پدر و مادرش، مادرش به ایرلند نقل مکان کرد و هاروی سال‌های نوجوانی خود را در یورک، شفیلد و ژاپن گذراند. هاروی در دانشگاه یورک و دانشگاه شفیلد در رشته فلسفه تحصیل کرد. او دوره کارشناسی ارشد نویسندگی خلاق دانشگاه بت اسپا را در سال ۲۰۰۵ به پایان رساند. او همچنین دکترای خود را در نویسندگی خلاق دریافت کرد.

## فعالیت حرفه‌ای
نخستین رمان او با نام وحشی در سال ۲۰۰۹ منتشر شد درباره مردی مبتلا به بیماری آلزایمر است. او با این کتاب نامزد  جایزه ادبی من بوکر ۲۰۰۹ شد. این رمان با نثر روان خود تأثیر آشکار این بیماری را توصیف می‌کند. رمان دوم او همه آهنگ است (۲۰۱۲) رمانی در مورد وظیفه اخلاقی و فرزندی، و در مورد انتخاب بین پرسش و مطابقت است. سامانتا هاروی این رمان را به‌عنوان تصویری بی‌پرده و مدرن از زندگی سقراط توصیف کرده است.

## جایزه ادبی بوکر
سامانتا هاروی، نویسنده بریتانیایی با رمان اوربیتال برنده جایزه ادبی بوکر سال ۲۰۲۴ شد که درباره زندگی گروهی از فضانوردان در ایستگاه فضایی بین‌المللی است.